# Morena Baccarin

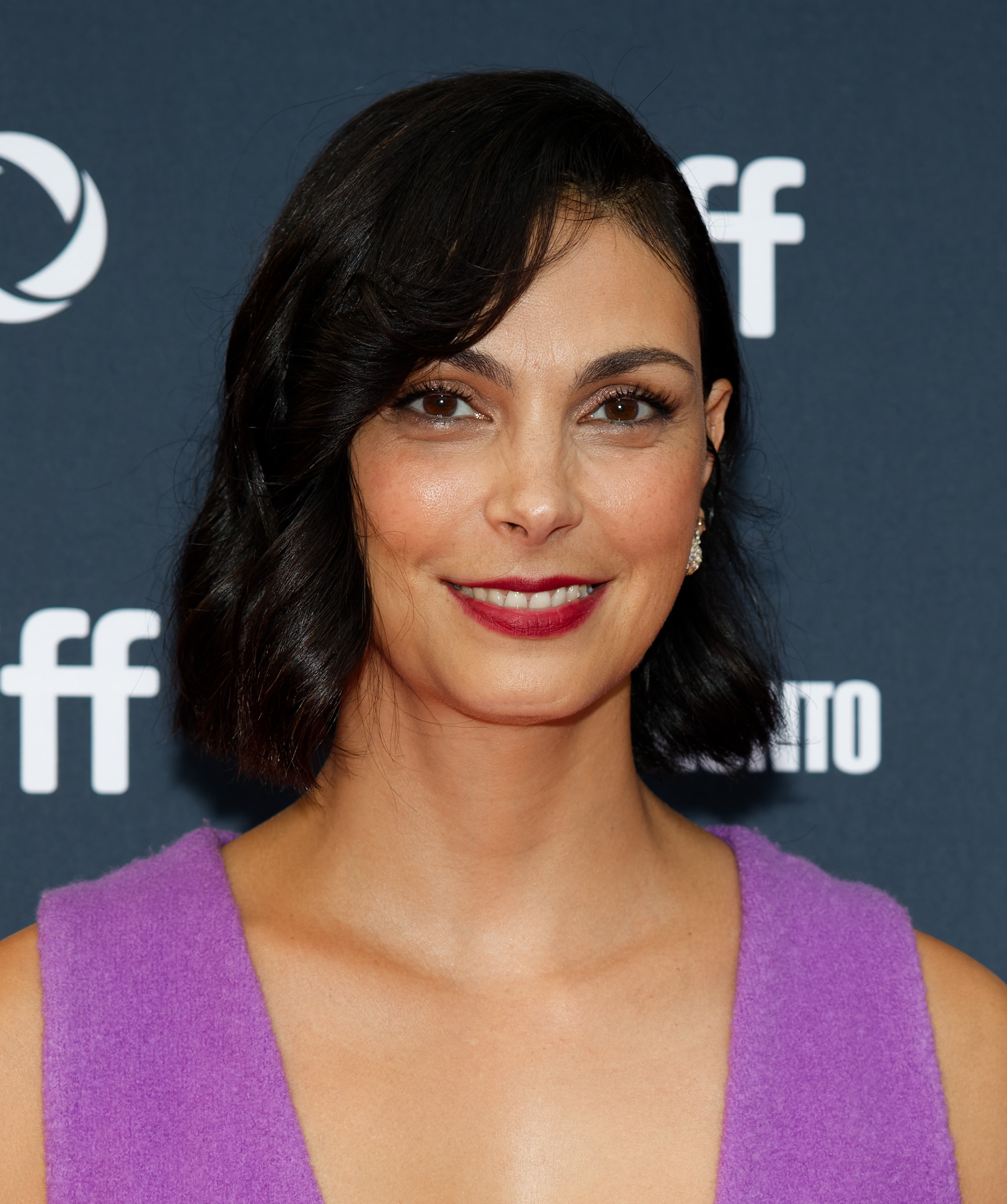
Morena Baccarin (2024)

Morena Baccarin (anhörenⓘ * 2. Juni 1979 in Rio de Janeiro) ist eine brasilianische Schauspielerin. Bekanntheit erlangte sie vor allem durch ihre Rollen als Inara Serra in der Fernsehserie Firefly – Der Aufbruch der Serenity und dem zugehörigen Film Serenity – Flucht in neue Welten, als Adria („Orici“) in Stargate – Kommando SG-1 und als Jessica Brody in Homeland.

## Leben und Karriere

### Ausbildung
Morena Baccarin ist die Tochter der brasilianischen Theater- und Fernseh-Schauspielerin Vera Setta und des brasilianischen TV-Nachrichtenredakteurs Fernando Baccarin. Im Alter von zehn Jahren zog Baccarin mit ihrer Familie in den New Yorker Stadtteil Greenwich Village. Dort schrieb sie sich an der Fiorello H. LaGuardia High School of Music & Art and Performing Arts ein und wurde zusammen mit Wes Bentley in das Theaterprogramm der Juilliard School aufgenommen, wo sie diverse Auftritte hatte.

### Film- und Fernsehkarriere
Ihren ersten Filmauftritt hatte sie 2001 in der Komödie Perfume, gefolgt von einer Hauptrolle in Way off Broadway (2001), für die sie auf dem Wine Country Film Festival als beste Schauspielerin ausgezeichnet wurde. Kurz vor ihrem Umzug nach Los Angeles übernahm sie die Zweitbesetzung für die von Natalie Portman gespielte Rolle als Nina Michailowna Sarjetschnaja in der Theaterproduktion Die Möwe (The Seagull, Delacorte Theater) sowie eine Nebenrolle im Independentfilm Sex für Anfänger.
Ihre erste Fernsehserienrolle bekam sie 2003 als Inara Serra in der von Joss Whedon produzierten Fernsehserie Firefly – Der Aufbruch der Serenity. In dieser Rolle stand sie 2005 für den Film Serenity – Flucht in neue Welten erneut vor der Kamera. Im Februar 2005 übernahm sie die Synchronisation für die Figur Black Canary in der Zeichentrickserie Die Liga der Gerechten. 2006 hatte sie einige Gastauftritte in der dritten Staffel der Serie O.C., California.
Baccarin übernahm 2006 in der zehnten Staffel der Fernsehserie Stargate – Kommando SG-1 die Rolle der erwachsenen Adria, einer religiösen Führerin mit übernatürlichen Fähigkeiten, und verkörperte damit das erste Mal einen „bösen“ Charakter. Dieselbe Rolle spielte sie auch im auf die Serie folgenden Spielfilm Stargate: The Ark of Truth – Die Quelle der Wahrheit. Von 2009 bis 2011 spielte sie die Anführerin der Außerirdischen in der Serie V – Die Besucher, der Neuauflage von V – Die außerirdischen Besucher kommen. Bereits kurz danach folgte ab Herbst 2011 die Hauptrolle der Jessica Brody in der Showtime-Serie Homeland, die sie bis zu ihrem Ausstieg nach der dritten Staffel verkörperte.
In den Filmen Deadpool, Deadpool 2 und Deadpool & Wolverine spielte sie Vanessa Carlysle, die Freundin von Wade Wilson alias Deadpool.

## Soziales Engagement
Baccarin setzt sich für Flüchtlinge ein. Sie arbeitet mit dem International Rescue Committee zusammen. Im Januar 2019 schrieb sie einen Artikel im Newsweek Magazin, um auf die prekäre Lage der Menschen in Venezuela hinzuweisen. Außerdem warnte sie vor einem möglichen starken Anstieg der Flüchtlingszahlen im Zusammenhang mit der politischen Lage in Venezuela.
2019 nahm sie mit anderen Künstlern, Anwälten und Flüchtlingen an dem Projekt Flores Exhibits teil. Dabei wurden protokollierte Aussagen von Migranten aus Mittel- und Südamerika vorgelesen.

## Privatleben
Ab 2011 war sie mit Austin Chick verheiratet. Im Oktober 2013 brachte Baccarin einen Sohn zur Welt. Chick reichte Mitte 2015 mit der Begründung, es gebe „unüberbrückbare Differenzen“, die Scheidung ein.
Seit dem Sommer 2015 ist sie mit ihrem Schauspielkollegen Benjamin McKenzie liiert, an dessen Seite sie auch für die Fernsehserie Gotham vor der Kamera stand. Anfang März 2016 wurden die beiden Eltern einer Tochter. Die Hochzeit der beiden fand am 2. Juni 2017 in Brooklyn statt.
Im März 2021 gaben sie die Geburt ihres Sohnes bekannt.

## Filmografie (Auswahl)
- 2001: Perfume
- 2001: Way Off Broadway

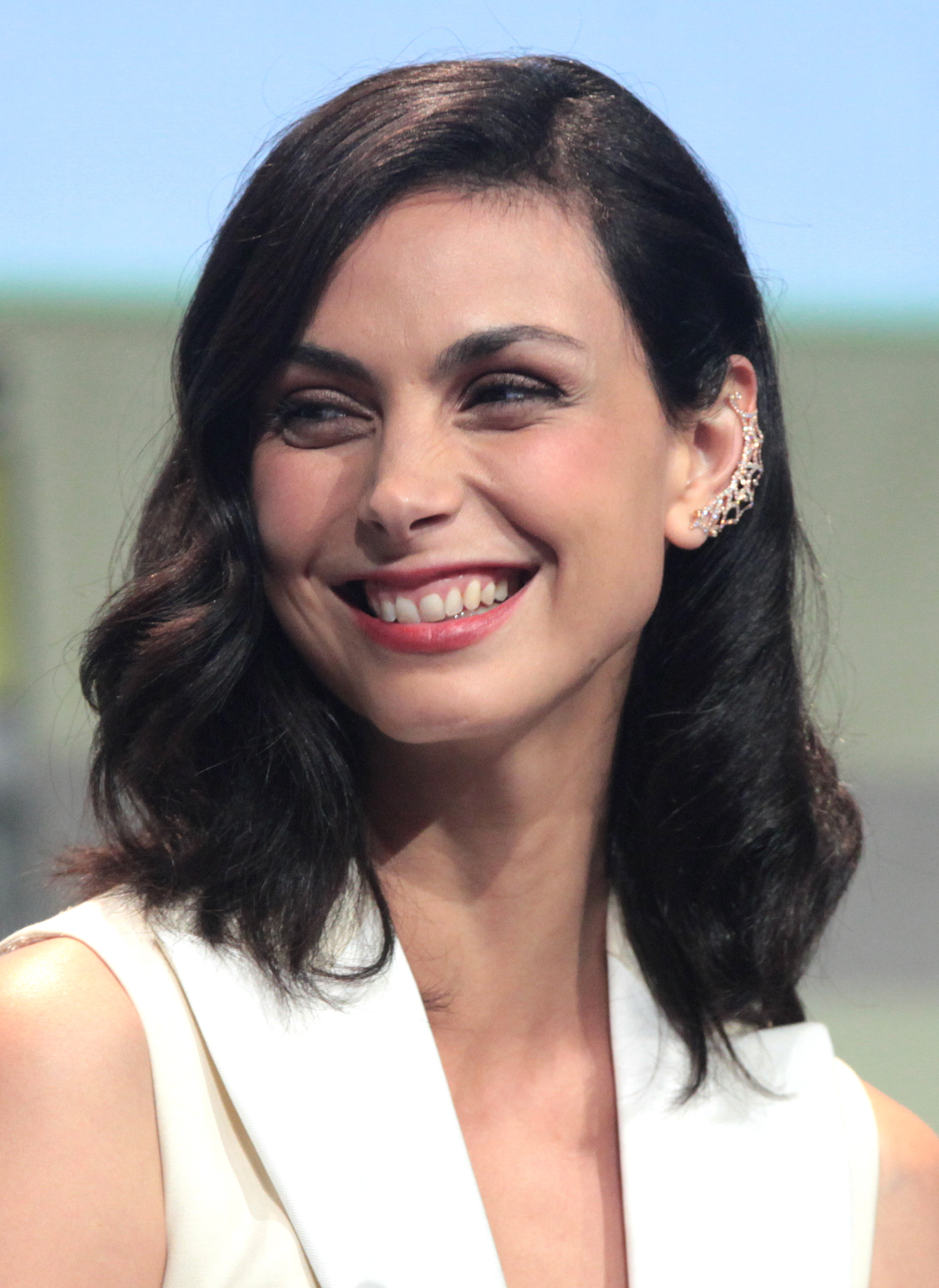
Morena Baccarin auf der Comic-Con (2015)

- 2002: Sex für Anfänger (Roger Dodger)
- 2002–2003: Firefly – Der Aufbruch der Serenity (Firefly, Fernsehserie, 14 Folgen)
- 2003–2004: Still Life (Fernsehserie, 6 Folgen)
- 2005: Serenity – Flucht in neue Welten (Serenity)
- 2005–2006: Die Liga der Gerechten (Justice League Unlimited, Fernsehserie, 3 Folgen, Stimme, verschiedene Rollen)
- 2006: O.C., California (The O.C., Fernsehserie, Folgen 3x14–3x16)
- 2006: How I Met Your Mother (Fernsehserie, Folge 2x07)
- 2006–2007: Stargate – Kommando SG-1 (Stargate SG-1, Fernsehserie, 5 Folgen)
- 2007: Sands of Oblivion – Das verfluchte Grab (Sands of Oblivion) (Fernsehfilm)
- 2008: Stargate: The Ark of Truth – Die Quelle der Wahrheit (Stargate: The Ark of Truth)
- 2008: Numbers – Die Logik des Verbrechens (NUMB3RS, Fernsehserie, Folge 5x03)
- 2009: Death in Love
- 2009: Medium – Nichts bleibt verborgen (Medium, Fernsehserie, Folge 5x09)
- 2009: Stolen Lives – Tödliche Augenblicke (Stolen Lives)
- 2009–2011: V – Die Besucher (V, Fernsehserie, 22 Folgen)
- 2011: Dunkle Tage (Look Again)
- 2011–2014: The Mentalist (Fernsehserie, 3 Folgen)
- 2011–2013: Homeland (Fernsehserie, 29 Folgen)
- 2012–2013: Good Wife (The Good Wife, Fernsehserie, 2 Folgen)
- 2014: Back in the Day
- 2014–2023: The Flash (Fernsehserie, Stimme)
- 2014: The Red Tent (Miniserie, 2 Folgen)
- 2015: Spy – Susan Cooper Undercover (Spy)
- 2015–2019: Gotham (Fernsehserie, 67 Folgen)
- 2016: Deadpool
- 2017: Elliot – Das kleinste Rentier (Elliot the Littlest Reindeer, Stimme)
- 2018: Deadpool 2
- 2019: Eine Reihe betrüblicher Ereignisse (A Series of Unfortunate Events, Fernsehserie, Folgen 3x06–3x07)
- 2019: Ode to Joy
- 2019–2021: Sessão de Terapia (Fernsehserie, 9 Folgen)
- 2019: To Your Last Death (Stimme)
- 2020: The Twilight Zone (Fernsehserie, Folge 2x02)
- 2020: Greenland
- 2021: The Good House
- 2021: Home Invasion (Fernsehserie, 6 Folgen)
- 2022: Last Looks
- 2022: The Endgame (Fernsehserie, 10 Folgen)
- 2023: Fast Charlie
- 2024: Deadpool & Wolverine
- 2024: Millers in Marriage
- 2024–2025: Fire Country (Fernsehserie, 2 Folgen)
- 2024: Elevation

## Auszeichnungen
- 2010: Nominierung für den Saturn Award als beste TV-Nebendarstellerin für V – Die Besucher
- 2011: Nominierung für den Saturn Award als beste TV-Nebendarstellerin für V – Die Besucher
- 2013: Nominierung zusammen mit der restlichen Besetzung für den Screen Actors Guild Award als bestes Schauspielensemble – Drama für Homeland
- 2013: Nominierung für den Emmy-Award als beste Nebendarstellerin in einer Dramaserie für Homeland